# Galumpit
Galumpit is een bestuurslaag in het regentschap Purwakarta van de provincie West-Java, Indonesië. Galumpit telt 2374 inwoners (volkstelling 2010).